# Alexandra Stevenson
Alexandra Winfield Stevenson (La Jolla, Californië, 15 december 1980) is een professioneel tennisspeelster uit de Verenigde Staten. Stevenson begon met tennis toen zij negen jaar oud was. Haar favoriete ondergrond is gras. Zij speelt rechtshandig en heeft een enkelhandige backhand.

## Loopbaan
In 1996 nam zij voor het eerst deel aan een professioneel toernooi (Indian Wells) maar pas in 1999 besloot zij om van het tennissen haar beroep te maken. In februari 2018 was zij, op 37-jarige leeftijd, nog steeds actief in het ITF-circuit.
Stevenson behaalde in het enkelspel geen WTA-titel. Zij stond wel tweemaal in een finale: op het WTA-toernooi van Memphis in 2002 (zij verloor in drie sets van haar landgenote Lisa Raymond) en op het WTA-toernooi van Linz eveneens in 2002 (daar verloor zij van de Belgische Justine Henin). In het ITF-circuit was zij eenmaal de sterkste: zij won het toernooi van Midland (Michigan) in 1998 vanuit het kwalificatietoernooi, waarmee zij acht partijen op rij won. Haar beste resultaat op de grandslamtoernooien is het bereiken van de halve finale op Wimbledon 1999 waar zij, vanuit het kwalificatietoernooi komend, acht partijen op rij won (onder meer van de als elfde geplaatste Française Julie Halard-Decugis), maar ten slotte verloor van landgenote Lindsay Davenport. Haar hoogste notering op de WTA-ranglijst is de achttiende plaats, die zij bereikte in oktober 2002.
In het dubbelspel wist zij één WTA-toernooi te winnen: op het Tier II-toernooi van Leipzig in 2002 versloeg zij samen met landgenote Serena Williams het koppel Janette Husárová en Paola Suárez in twee sets. In het gemengd dubbelspel bereikte zij op het US Open 1999 de halve finale, met landgenoot Brian MacPhie aan haar zijde.
In 2003 nam zij in het Amerikaanse team deel aan de Fed Cup. In de kwartfinale tegen Italië won zij haar dubbelspelwedstrijd samen met Lisa Raymond; het team won deze kwartfinale met 5–0. Echter in de finale tegen Frankrijk verloor zij haar enkelspelpartij tegen Émilie Loit; Frankrijk won de finale met 4–1.

## Posities op deWTA-ranglijst
Positie per einde seizoen:
| jaar | rang enkelspel | rang dubbelspel |
| ---- | -------------- | --------------- |
| 1996 | 371            | –               |
| 1997 | 394            | –               |
| 1998 | 126            |                 |
| 1999 | 46             | 241             |
| 2000 | 93             | 83              |
| 2001 | 60             | 180             |
| 2002 | 18             | 100             |
| 2003 | 82             | 95              |
| 2004 | 282            | 896             |
| 2005 | 645            | –               |
| 2006 | 394            | –               |
| 2007 | 397            | –               |
| 2008 | 216            | –               |
| 2009 | 235            | –               |
| 2010 | 309            | 1026            |
| 2011 | 266            | –               |
| 2012 | 479            | –               |
| 2013 | 379            | –               |
| 2014 | 489            | –               |
| 2015 | 513            | 534             |
| 2016 | 656            | 521             |
| 2017 | 605            | 1293            |

## Palmares
| Legenda                |
| ---------------------- |
| Grandslamtoernooi      |
| Olympische Spelen      |
| Year-End Championships |
| Tier I                 |
| Tier II                |
| Tier III               |
| Tier IV & V            |

### WTA-finaleplaatsen enkelspel
| nr.              | finale     | toernooi    | ondergrond    | tegenstandster | score         |         |
| ---------------- | ---------- | ----------- | ------------- | -------------- | ------------- | ------- |
| gewonnen finales |            |             |               |                |               |         |
| geen             |            |             |               |                |               |         |
| verloren finales |            |             |               |                |               |         |
| 1.               | 2002-02-23 | WTA Memphis | hardcourt (i) | Lisa Raymond   | 6-4, 3-6, 6-7 | details |
| 2.               | 2002-10-27 | WTA Linz    | tapijt (i)    | Justine Henin  | 3-6, 0-6      | details |

### WTA-finaleplaatsen vrouwendubbelspel
| nr.              | finale     | toernooi    | ondergrond | partner         | tegenstandsters               | score    |         |
| ---------------- | ---------- | ----------- | ---------- | --------------- | ----------------------------- | -------- | ------- |
| gewonnen finales |            |             |            |                 |                               |          |         |
| 1.               | 2002-09-29 | WTA Leipzig | tapijt (i) | Serena Williams | Janette Husárová Paola Suárez | 6-3, 7-5 | details |
| verloren finales |            |             |            |                 |                               |          |         |
| geen             |            |             |            |                 |                               |          |         |

## Resultaten grandslamtoernooien
| Legenda | Legenda                          |
| ------- | -------------------------------- |
| g.t.    | geen toernooi gehouden           |
| l.c.    | lagere categorie                 |
| –       | niet deelgenomen                 |
| G       | uitgeschakeld in de groepsfase   |
| 1R      | uitgeschakeld in de eerste ronde |
| 2R      | uitgeschakeld in de tweede ronde |
| 3R      | uitgeschakeld in de derde ronde  |
| 4R      | uitgeschakeld in de vierde ronde |
| KF      | uitgeschakeld in de kwartfinale  |
| HF      | uitgeschakeld in de halve finale |
| F       | de finale verloren               |
| W       | het toernooi gewonnen            |
| w-v     | winst/verlies-balans             |

### Enkelspel
| toernooi        | 1998 | 1999 | 2000 | 2001 | 2002 | 2003 | 2004 | w-v |
| --------------- | ---- | ---- | ---- | ---- | ---- | ---- | ---- | --- |
| Australian Open | –    | –    | 1R   | 2R   | 1R   | 2R   | 1R   | 2-5 |
| Roland Garros   | –    | –    | 1R   | 1R   | 1R   | 1R   | –    | 0-4 |
| Wimbledon       | –    | HF   | 2R   | 2R   | 1R   | 1R   | –    | 7-5 |
| US Open         | 1R   | 1R   | 1R   | 1R   | 1R   | 1R   | 1R   | 0-7 |

### Vrouwendubbelspel
| toernooi        | 1997 | 1998 | 1999 | 2000 | 2001 | 2002 | 2003 | w-v |
| --------------- | ---- | ---- | ---- | ---- | ---- | ---- | ---- | --- |
| Australian Open | –    | –    | –    | –    | 2R   | 1R   | 1R   | 1-3 |
| Roland Garros   | –    | –    | –    | –    | 1R   | –    | 1R   | 0-2 |
| Wimbledon       | –    | –    | –    | –    | –    | 1R   | 3R   | 2-2 |
| US Open         | 1R   | 1R   | 2R   | 2R   | –    | 2R   | 2R   | 4-6 |

### Gemengd dubbelspel
| toernooi        | 1999 | 2000 | 2001 | 2002 | 2003 | 2004 | w-v |
| --------------- | ---- | ---- | ---- | ---- | ---- | ---- | --- |
| Australian Open | –    | –    | –    | –    | –    | –    | 0-0 |
| Roland Garros   | –    | –    | –    | –    | –    | –    | 0-0 |
| Wimbledon       | –    | 2R   | –    | –    | –    | –    | 1-1 |
| US Open         | HF   | 1R   | 1R   | 2R   | KF   | 2R   | 7-6 |